# Matala (ö i Finland, Egentliga Finland)
Matala med Markkulan Matala och Vuorisenkarta är en ö i Finland. Den ligger i Skärgårdshavet och i kommunen Nystad i landskapet Egentliga Finland, i den sydvästra delen av landet. Ön ligger omkring 57 kilometer nordväst om Åbo och omkring 210 kilometer väster om Helsingfors.
Öns area är 15,9 hektar och dess största längd är 0,8 kilometer i öst-västlig riktning.

## Delöar och uddar
- Matala 60°41′22″N 21°19′55″Ö / 60.68949°N 21.33197°Ö
- Markkulan Matala 60°41′27″N 21°19′26″Ö / 60.69077°N 21.32386°Ö
- Vuorisenkarta 60°41′32″N 21°19′51″Ö / 60.69212°N 21.3307°Ö